# Nícip
Nícip (en llatí Nicippus, en grec antic Νίκιππος "Níkippos") fou un dels èfors de Messènia l'any 220 aC.
Juntament amb alguns membres dirigents de tendència conservadora, va ser un actiu partidari de la pau, fins i tot en detriment de l'interès públic. Quan van tornar els enviats al congrés de Corint que havia decidit la guerra contra la Lliga Etòlia, opció que tenia el suport popular, els va fer tornar per comunicar que Messènia no tenia interès en la guerra i no hi entraria fins que la ciutat de Figàlia, a la frontera, fos retornada pels etolis. Polibi considera una greu falta la seva posició.